# Boulder Mountain
Boulder Mountain est une montagne située dans les comtés de Wayne et de Garfield dans l'État de l'Utah aux États-Unis. Il s'agit du sommet du plateau d'Aquarius.
La montagne s'étend à l'ouest du parc national de Capitol Reef sur près de 200 km2. Son sommet est recouvert de zones rocheuses et de prairies alors que sa base est recouverte de forêts. Faisant partie de la forêt nationale de Dixie, il s'agit du plus haut plateau boisé d'Amérique du Nord.
La route Utah Scenic Byway 12 traverse le côté oriental de la montagne entre la localité de Torrey et celles de Boulder et d'Escalante. Quelques chemins de terre permettent aux véhicules tout terrain d'atteindre le sommet durant la petite période (juillet à septembre) où celui-ci n'est pas enneigé.

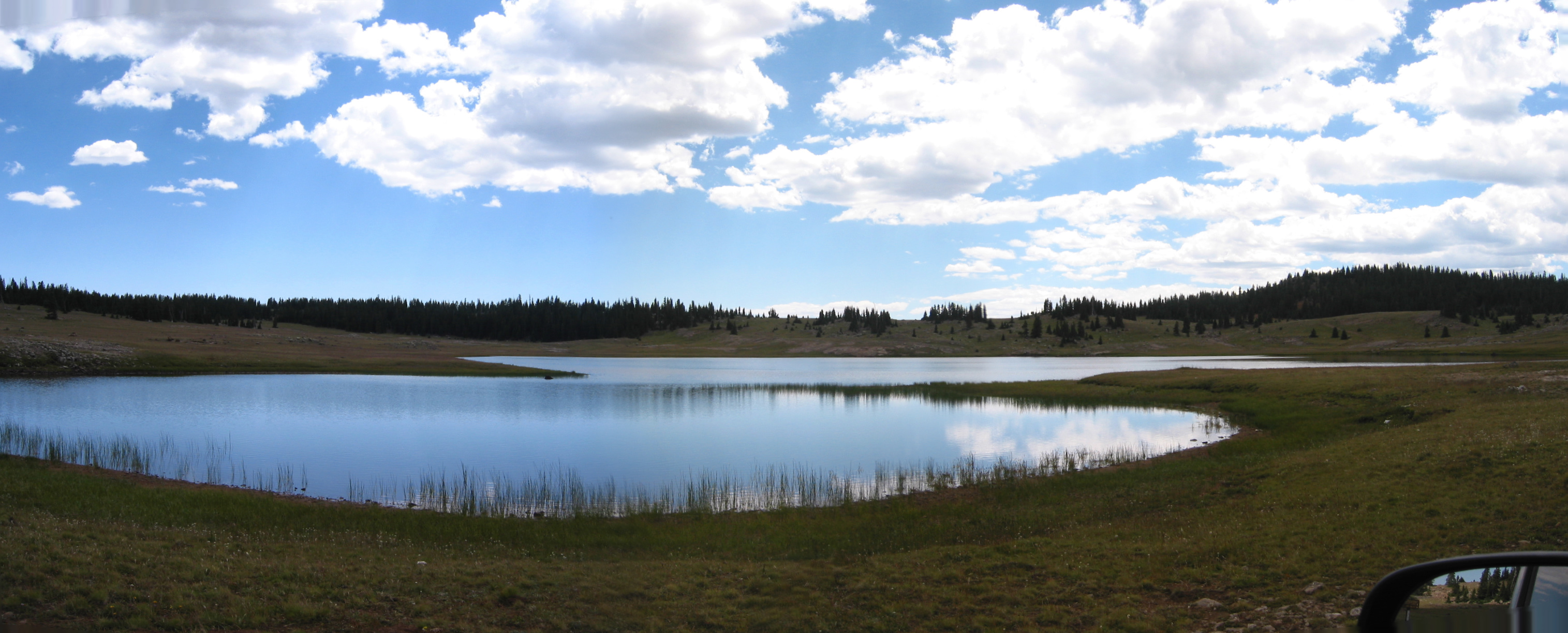
Sommet de la montagne de Boulder et ses nombreux lacs.